# Al-Qurnah
Al-Qurnah (Kurnah sau Qurna, însemnând conexiune / îmbinare în arabă) este un oraș din sudul Irakului la aproximativ 74 km nord-vest de Basra, care se află în conglomeratul nahairat.  Qurna este situată la confluența râurilor Tigru și Eufrat pentru a forma căile navigabile Shatt al-Arab. Folclorul local susține că Qurnah a fost locul original al paradisului biblic, Grădina Edenului și locația Arborele cunoașterii.  